# Dekameter
Dekameter er en længdeenhed svarende til 10 meter.
Deka er græsk og betyder ti - som tal er det 10.
Se SI-Præfiks
- Deka
- SI-præfiks#Komplet SI-pr.C3.A6fiks-tabel